# Ralph Peña
Ralph Raymond Peña (24 de febrero de 1927, Jarbidge (Nevada) - 20 de mayo de 1969, Ciudad de México) fue un compositor y contrabajsita de jazz estadounidense. 

## Biografía
Peña aprendió siendo niño a tocar el cuerno y la tuba y posteriormente se interesó por el contrabajo. Comenzó su carrera profesional a principios de los años 40 como contrabajista de jazz. A comienzos de los años 50 trabajó con músicos como Charlie Barnet, Stan Getz, Barney Kessel, Billy May, Jack Montrose, Vido Musso, Art Pepper, Duane Tatro, y Cal Tjader. Realizó varias grabaciones con Shorty Rogers entre 1955 y 1958, y apareció junto a él en la película de 1955, El hombre del brazo de oro. Durante la segunda mitad de la década de los 50 también colaboró con Jimmy Giuffre y con Buddy DeFranco. A comienzos de los años 60 formó dúo con Pete Jolly y ocasionalmente realizó grabaciones con Jolly, Giuffre y Rogers. Durante esta década trabajó con artistas como Ben Webster, Frank Sinatra, George Shearing, Joe Pass, Bud Shank, Dick Grove, Anita O'Day, Ella Fitzgerald y Nancy Wilson. A finales de los 60 trabajó en algunas bandas sonoras para películas. En 1969, durante una estancia en Ciudad de México, falleció a consecuencia de un atropello.